# Csíki székely krónika

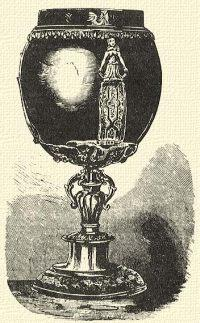
Az állítólagos székely áldozópohár Orbán Balázs: Székelyföld leírása (1868) c. könyvében

A Csíki székely krónika egy vitatott hitelességű történeti írás, amely állítólag 1533-ban keletkezett latin nyelven, és egyik  másolata maradt fent az utókorra. A krónika a Sándor család genealógiája mellett foglalkozik a székelyek eredetével és történetével is, és utóbbiaknál a hun eredetet hangsúlyozza. A történészek többsége a könyvet Sándor Zsigmond által 1795-ben készített hamisítványnak tartja.

## Keletkezése
Az állítólagos krónika 1533-ban keletkezett, három példányban, 153 levél összefoglalásaként, Sándor Menyhért várában, Vacsárcsi és Csíkfalva (ma Csíkszentmihály része, Csigafalva) között.
1695. március 14-én Csíkszeredában lemásolta Szentsimoni Veres Péter (aki az alcsíki Csíkszentsimonról költözött a felcsíki Csíktapolcára), és a csíkszentkirályi Bors István osztoztató bíró (aki 1691-ben Alcsíkszék hites assessora volt). 1796-os másolatának fordítását 1796. november 20-án Farkas Nepomuk János pap egy levél kíséretében elküldte Aranka Györgynek. A levélből kiderül az is, hogy a Csíki Székely Krónika „méltóságos főtiszt által akadott kezére”, azaz Csíkszék főtisztje (főkirálybírája), homoródszentmártoni Bíró György (vagy Gábor) adta át Farkas Nepomuk Jánosnak.

## Tartalma
A krónika a székely nemzet hun eredetét és ősi nemzetiségi szerkezetét tárgyalja. Attila birodalmának szétesése után a hunok egy része a mai Székelyföldön telepedett le, örökségeiket és a hivatalokat ágak és nemzetségek szerint osztva fel maguk között. Árpád előtt a legfőbb tisztviselő a főrabonbán volt, aki a legfőbb papi és főbírói hatalmat is viselte. A főrabonbán székhelye a Székelyudvarhely melletti Budvár volt, itt hirdette ki a vallási és világi törvényeket a nemzeti áldozópohár használatával, itt adta ki parancsait, itt szabta ki a büntetéseket, és itt gyakorolta fölségi jogait a nemzet közgyűlésében.
Zandirhám főrabonbán idejében, a hunok, Árpád vezér vezetése alatt, másodszor is bejöttek a Kárpát-medencébe. Zandirhám követeket küldött a hunok elé, majd fogadta őket, és 6 kőre metszett törvényt olvastatott fel Budvárában a nemzet előtt:
I. Egyedül Árpád fiainak ágát illesse a főhatalom Pannóniában. 
2. Amely földet valaki saját kezével szerez, sajátja legyen, mit közerővel, osztassék fel igazságosan. 
3. Az ügyek a nép egyetértésével végeztessenek. 
4. Aki a fejedelemnek tett hitet megszegi, fejét és vagyonát veszítse a főrabonbán áldozata előtt, ki a rabonbánok méltósága ellen vét, tűztől-víztől eltiltassék. 
5. Ha valaki a rabonbánok vagy a horkázok közül a nemzet ellen törne, az Upolet nemzetségből választott rabonbán ítélete alá essék. 
6. Ki a főrabonbán áldozatára meg nem jelenik, kettévágassék.

A nemzeti áldozat szertartásaival. A vérszerződéssel szentesített törvényeket Árpád átvette, elfogadta, majd a székely nemzet rabonbánjául ajánlotta Zandirhám fiát, Upoltot, akinek két fia volt: Apor és Ugron. Ezek után Árpád Munkácsra távozott, a törvényeket áldozati szertartással megerősítette, és bevezette népét Pannóniába.
A krónika a továbbiakban ismerteti Zandirhám és fiainak leszármazását, majd az áldozópohár viszontagságait, és töredékeket közöl a székelyek történeteiből 1530-ig. Upolt unokájának mondja Apor Sándort, akitől állítólag a csíkszentmihályi Sándorok is származnak. Sándor Menyhért házában (várában) szerkesztik 1533-ban azt a történelmi kivonatot, amelyet Csíki Székely Krónika néven ismerünk.

## Az eredetisége körüli kételyek
A rossz latinsággal megírt, kusza szerkezetű, nehezen érthető krónika valóságtartalmát sokan vitatták, vitatják. Egyesek szerint a székelyek őstörténeti alapforrása, mások szerint hamisítvány.

### Eredetisége melletti érvek
Az eredetiség mellett érvelők szerint Sándor Zsigmond felkészültségét nagyságrendekkel meghaladó kutató sem lett volna képes egy hasonló krónikát hamisítani. Másrészt igazolt és nem vitatott történelmi tény, hogy 1554-ben csíkszentmihályi Sándor Mihály és Bernád Mihály a székelyek nevében követségben jártak I. Ferdinánd királynál. Előadták, hogy a székelyek ősidőktől fogva, mióta Attila vezérlete alatt Erdélybe jöttek, pénzadót nem fizettek, hanem szabadok és igaz nemesek voltak.  Mivel Sándor Mihály Sándor Zsigmond közeli rokona volt, lehetséges, hogy Sándor Mihály vállalkozása kapcsán a bizonyítékokat, információkat összegyűjtötték. A krónika rejtélyének megoldásában sokat segíthetne a követjárásra vonatkozó információk, jegyzőkönyvek feldolgozása.
Az eredetiséget elfogadó Grandpierre K. Endre és Grandpierre Attila szerzőpáros idézi Szabó Károlyt, aki szerintük 1854-ben bebizonyította, hogy  a mű hiteles: „Ezen krónika latin szövegében több görög szó jön elő, melyek bár a többszöri értetlen másolás következtében eredeti alakjokból többé kevésbé ki vagynak vetkeztetve, nagyobb részben értelmökre visszavihetők, s mint részletes fejtegetésökből mindjárt meglátjuk, arról tesznek bizonyságot, hogy e krónika szerkesztői előtt az általok használt latin irományok közt görög kéziratok, egyenesen a székely földön írt görög kéziratok, vagy legalább ezek kivonatai feküdtek.”
A legutóbb Sántha Attila azt bizonyítja, hogy Szádeczky-Kardoss Lajos érvei azzal kapcsolatban, hogy a krónika hamisítvány lenne, nem helytállóak. Rámutat arra, hogy Szádeczky azon állítását, hogy a vár (a szöveg legmegbízhatóbb másolatai szerint ház), amelyben a krónika állítólagosan íródott, nem létezett, megcáfolták a  2012-ben végzett ásatások, amelyek azt bizonyítják, hogy a XVI. század elején igenis állt ott egy impozáns kőház. Sántha arra is rámutat, hogy Szádeczky azon állítása, hogy a krónikát író személyek nem léteztek, nem igaz. Az a tény, hogy a Csíki Székely Krónika által leírt események egy része, egyedül a több, mint 150 évvel a krónika legelső ismert másolata után, a XIX. század második felében Törökországból hazahozott Tarih-i Üngürüszben található meg, cáfolja Szádeczky állításait.

### A hamisítás melletti érvek
Szádeczky-Kardoss Lajos 1911. évi, rendes akadémiai taggá történt választása alkalmából tartott székfoglaló beszédében a következőket mondta: „Végeredményben megállapítottam, hogy a krónikát Sándor Zsigmond hamisította 1796-ban, beteges családi hiúságból, és perdöntő czélból, anyagi érdek előmozdítására.” Az egyetemi tanár, akadémikus felhívja a figyelmet arra, hogy Sándor Zsigmond nagy birtokpert folytatott családja nevében is az Aporokkal, és a per anyagában többször hivatkozott a hamis krónikára. Ami a rabonbán méltóságot illeti, Szádeczky jogosan jegyzi meg, hogy ez a cím egyetlen korábbi székelyekkel foglalkozó történeti munkában sem fordul elő. „A rabonbán szót tehát az intézménnyel egyetemben én a Sándor Zsigmond compilatiojanak tartom, s nem tartom a komoly történeti okoskodással megegyeztethetőnek, hogy a rabonbán szó értelmezése végett megtegyük a székelyeket zsidó kazároknak.” - írja.
Hermann Gusztáv Mihály történész szerint: „Hamis voltához viszont aligha fér kétség. Túl a szöveg árulkodó anakronizmusain és következetlenségein, a krónika sehogyan sem illik az állítólagos eredeti változat keltezése (1533) korába, míg felbukkanása idején, a XVIII-XIX. század fordulóján a hamis történelmi dokumentumok készítése szinte tömeghóbortként jelentkezett.”